# Jorf El Melha
Jorf El Melha (en àrab جرف الملحة, Jurf al-Malḥa; en amazic ⵊⵯⵕⴼ ⵍⵎⵍⵃⴰ) és un municipi de la província de Sidi Kacem, a la regió de Rabat-Salé-Kenitra, al Marroc. Segons el cens de 2014 tenia una població total de 28.681 persones.